# Taipei Times
Taipei Times là tờ báo giấy bằng tiếng Anh duy nhất còn tồn tại ở Đài Loan, được thành lập vào năm 1999. Trong suốt chiều dài tồn tại, tờ báo đã đối mặt với nhiều tranh cãi, các cuộc tranh luận sôi nổi và vẫn là nguồn tin quan trọng cho độc giả nói tiếng Anh trong khu vực này.

## History
Báo Taipei Times ấn bản lần đầu vào ngày 15 tháng 6 năm 1999, tuyên bố là tờ báo bằng tiếng Anh thứ ba được thành lập tại Đài Loan. Trong một đoạn viết nhân dịp kỷ niệm năm năm thành lập tờ báo, biên tập viên Laurence Eyton khi đó kể rằng hầu hết kế hoạch thuở ban đầu về việc thành lập tờ báo được nhanh chóng thông qua chỉ sau vài ly bia Carlsberg trong một quán rượu với sự có mặt của Anthony Lawrence, quản lý biên tập đầu tiên của báo.
Năm 2002, số lượng phát hành hằng ngày đạt mức 280.000 bản.
Đến năm 2017, Taipei Times trên thực tế trở thành báo giấy cuối cùng của Đài Loan, sau khi các đối thủ lớn là Taiwan News và China Post chuyển sang hình thức phát hành điện tử.
Taipei Times từng liên quan đến nhiều vụ việc gây tranh cãi qua nhiều năm, chẳng hạn vụ tranh cãi với một dân biểu Hạ viện Hoa Kỳ, vụ ủng hộ vũ khí hạt nhật dưới thời Tổng thống Trần Thủy Biển, hay như vụ đưa tin sai lạc về nguồn gốc một lá thư gửi đến The Wall Street Journal.

## Lập trường
Taipei Times có lập trường thiên về Phong trào độc lập Đài Loan và ủng hộ phát triển vũ khí hủy diệt hàng loạt tại Đài Loan. Báo này có tham gia Project Syndicate.

### Cây bút
- Jerome F. Keating[13]